# Интриљионе (Мачерата)
Интриљионе (итал. Intriglione) насеље је у Италији у округу Мачерата, региону Марке.
Према процени из 2011. у насељу је живело 54 становника. Насеље се налази на надморској висини од 224 м.